# Subic Bay
Subic Bay (tagalski Look ng Subic) – głębokowodna (maks. 46 m) zatoka u zachodnich wybrzeży wyspy Luzon w prowincji Zambales na Filipinach, około 100 km na północny zachód od Zatoki Manilskiej. Stanowi część Morza Południowochińskiego, a na jej brzegach znajdowała się w przeszłości wielka baza lotnicza i morska United States Navy o nazwie US Naval Base Subic Bay. Obecnie jej obszar stanowi cywilny port i strefa przemysłowa o nazwie Subic Bay Freeport Zone.
Zatoka od dawna uważana była za głęboką i bezpieczną, lecz z braku płaskich terenów na brzegach rozwój infrastruktury i budownictwa nie następuje szybko.

## Historia
Zatoka została odkryta w roku 1542 przez hiszpańskiego konkwistadora Juana de Salcedo, ale nie zbudowano tu portu, ponieważ główna hiszpańska baza morska znajdowała się w niedalekiej Zatoce Manilskiej. Gdy w roku 1762 Brytyjczycy zajęli Manilę Hiszpanie zostali zmuszeni do znalezienia innego kotwicowiska, a zatoka Subic okazała się znakomitym rozwiązaniem. W roku 1884 król Alfons XII postanowił, że Subic ma być „portem morskim, a otaczające ją tereny służyć sprawom morskim”.

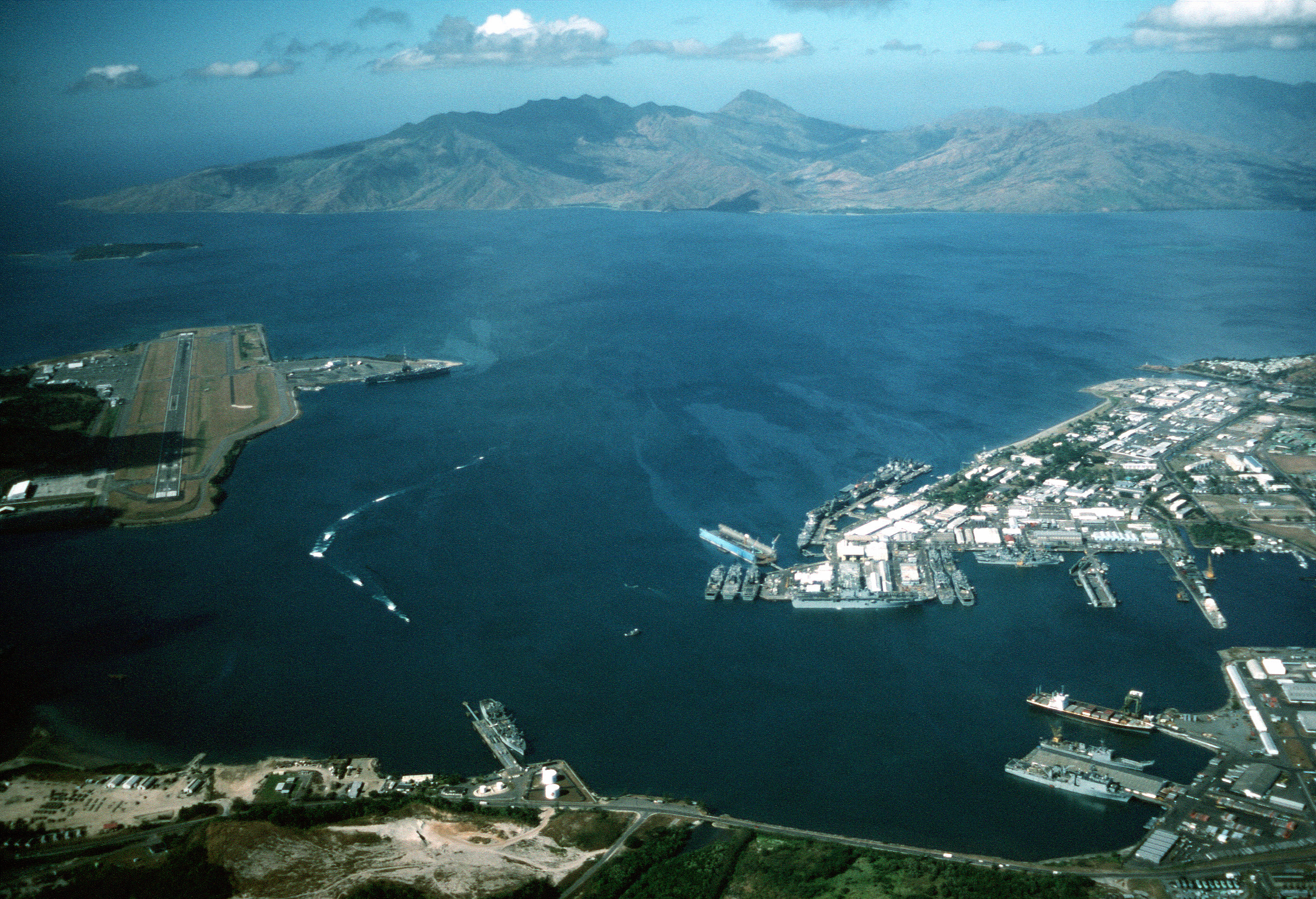
Zdjęcie lotnicze US Naval Base Subic Bay (P) i Naval Air Station Cubi Point (L) (1990)

W 1899 roku, podczas wojny filipińsko-amerykańskiej, Amerykanie zajęli hiszpańską bazę i mieli zatokę w posiadaniu do roku 1991. W tym okresie baza została znacznie rozbudowana i poszerzona, a obok w początkach lat pięćdziesiątych XX wieku powstało lotnisko wojskowe (Naval Air Station Cubi Point). Lotnisko zbudowano ścinając wierzchołek wzgórza, a ziemię wykorzystano do zasypania fragmentu zatoki i przedłużenia pasa startowego. W roku 1979 tereny wokół zatoki przeszły na własność rządu Filipin, a teren bazy amerykańskiej, która zajmowała 24 000 ha, został zmniejszony do 6300 ha.
Po zniszczeniach spowodowanych w roku 1991 wybuchem wulkanu Pinatubo, Amerykanie zamknęli bazę, a obszar został przekształcony w Subic Bay Freeport Zone. Zniszczenia spowodowane erupcją były ogromne. Naoczni świadkowie twierdzili, że rzeki przypominały płynący cement, a w głębi wód zatoki masowo obumierały koralowce.
W roku 2012 malezyjska firma została oskarżona o zrzucenie do wód zatoki toksycznych odpadów. MT Glenn Guardian, jeden ze statków będących własnością malezyjskiej firmy, odebrał z amerykańskiego okrętu USS Emory Land około 189 500 litrów zanieczyszczeń i około 760 litrów wód zęzowych. W związku z tym, że malezyjska firma została wynajęta przez US Navy, incydent ten – choć operacja odbyła się za zgodą rządu Filipin – wywołał falę anty-amerykańskich nastrojów.

## Wraki
Większość wraków spoczywających na dnie zatoki Subic znalazła się tam w wyniku wojny amerykańsko-hiszpańskiej roku 1898 i II wojny światowej, kiedy to samoloty amerykańskie zatopiły wiele japońskich statków. Wymienione poniżej są atrakcją dla płetwonurków:
- El Capitan – statek handlowy o wyporności około 3000 ton i nieco poniżej 130 metrów długości. W Subic Bay spoczywa na pochyłym dnie
- San Quentin – podczas wojny amerykańsko-hiszpańskiej w roku 1898 Hiszpanie zatopili go z zamiarem zablokowania drogi wodnej między wyspami Grande i Chiquita w pobliżu wejścia do zatoki Subic.
- USS „New York” (ACR-2) – stary krążownik przemianowany w roku 1917 na USS Rochester. Na początku japońskiej inwazji Filipin okręt służył jako pływający warsztat i magazyn. Jego opancerzony kadłub był zbyt wartościowy by dopuścić do zajęcia go przez nieprzyjaciela, w związku z czym wojska amerykańskie zatopiły go w grudniu 1941 roku
- Oryoku Maru – statek więzienny, który 15 grudnia 1944 roku przewoził 1619 jeńców wojennych, Amerykanów, Brytyjczyków i Czechów, z zatoki Subic do Japonii. Został zbombardowany przez samoloty amerykańskie, w wyniku czego około 300 jeńców zginęło
- Seian Maru – podczas nalotu na zatokę Subic został zbombardowany i zatopiony statek handlowy o 3712 tonach wyporności. Było to w zaledwie cztery dni po zatopieniu Oryoku Maru
- LST – jeden z wielu okrętów desantowych, jakie zaścielają dno zatoki. Został zatopiony w 1946 roku pośrodku zatoki pomiędzy krańcem pasa startowego lotniska, a wyspą Grande